# أزور بارسونز
أزور بارسونز (بالإنجليزية: Azure Parsons)‏ مواليد 5 أكتوبر 1984 في نيو أورلينز، الولايات المتحدة، هي ممثلة أمريكية بدأت مسيرتها الفنية عام 2004.

## وصلات خارجية
- أزور بارسونز على موقع IMDb (الإنجليزية)
- أزور بارسونز على موقع ألو سيني (الفرنسية)
- أزور بارسونز على موقع أول موفي (الإنجليزية)
- أزور بارسونز على موقع قاعدة بيانات الفيلم (الإنجليزية)
- أزور بارسونز على موقع كينوبويسك (الروسية)